# Деверо, Бойд
Бойд Деверо (англ. Boyd Devereaux; 16 апреля 1978, Сифорт, Онтарио) — профессиональный канадский хоккеист. Амплуа — центральный нападающий.
На драфте НХЛ 1996 года был выбран в 1 раунде под общим 6 номером командой «Эдмонтон Ойлерз». 23 августа 2000 года как неограниченно свободный агент подписал контракт с «Детройт Ред Уингз». 5 июля 2004 года как неограниченно свободный агент подписал контракт с «Финикс Койотис». 7 октября 2006 года как неограниченно свободный агент подписал контракт с «Торонто Мэйпл Лифс».

## Награды
- Обладатель Кубка Стэнли, 2002 («Детройт Ред Уингз»)
- Лучший игрок-ученик CHL, 1996 («Китченер Рейнджерс»)
- Бобби Смит Трофи, 1996 («Китченер Рейнджерс»)

## Статистика
```
                                            --- Regular Season ---  ---- Playoffs ----
Season   Team                        Lge    GP    G    A  Pts  PIM  GP   G   A Pts PIM
--------------------------------------------------------------------------------------
1995-96  Kitchener Rangers           OHL    66   20   38   58   33  12   3   7  10   4
1996-97  Kitchener Rangers           OHL    54   28   41   69   37  13   4  11  15   8
1996-97  Hamilton Bulldogs           AHL    --   --   --   --   --   1   0   1   1   0
1997-98  Hamilton Bulldogs           AHL    14    5    6   11    6   9   1   1   2   8
1997-98  Edmonton Oilers             NHL    38    1    4    5    6  --  --  --  --  --
1998-99  Edmonton Oilers             NHL    61    6    8   14   23   1   0   0   0   0
1998-99  Hamilton Bulldogs           AHL     7    4    6   10    2   8   0   3   3   4
1999-00  Edmonton Oilers             NHL    76    8   19   27   20  --  --  --  --  --
2000-01  Detroit Red Wings           NHL    55    5    6   11   14   2   0   0   0   0
2001-02  Detroit Red Wings           NHL    79    9   16   25   24  21   2   4   6   4
2002-03  Detroit Red Wings           NHL    61    3    9   12   16  --  --  --  --  --
2003-04  Detroit Red Wings           NHL    61    6    9   15   20   3   1   0   1   0
2005-06  Phoenix Coyotes             NHL    78    8   14   22   44  --  --  --  --  --
2006-07  Toronto Marlies             AHL    30    6    8   14   14  --  --  --  --  --
2006-07  Toronto Maple Leafs         NHL    33    8   11   19   12  --  --  --  --  --
2007-08  Toronto Maple Leafs         NHL    62    7   11   18   24  --  --  --  --  --
2008-09  Toronto Marlies             AHL    45    9    7   16   14  --  --  --  --  --
2008-09  Toronto Maple Leafs         NHL    23    6    5   11    2  --  --  --  --  --
2009-10  Lugano                      Swiss  16    2    2    4    8
--------------------------------------------------------------------------------------
         NHL Totals                        627   67  112  179  205  27   3   4   7   4

```